# Lázně Toušeň
Lázně Toušeň är en köping i Tjeckien.   Den ligger i regionen Mellersta Böhmen, i den centrala delen av landet, 23 km öster om huvudstaden Prag. Lázně Toušeň ligger 181 meter över havet och antalet invånare är 1 240.
Terrängen runt Lázně Toušeň är platt. Runt Lázně Toušeň är det tätbefolkat, med 343 invånare per kvadratkilometer. Närmaste större samhälle är Libeň, 18,5 km väster om Lázně Toušeň. I omgivningarna runt Lázně Toušeň växer i huvudsak blandskog.